# Bosques húmedos del Chocó-Darién
Los bosques húmedos del Chocó-Darién (NT0115) es una ecorregión del occidente de Colombia y oriente de Panamá. La región tiene precipitaciones extremadamente altas y los bosques albergan una gran biodiversidad. Las partes norte y sur de la ecorregión se han modificado considerablemente para la ganadería y la agricultura, y existen amenazas de tala para pulpa de papel, extracción de oro descontrolada, cultivo de coca e industrialización, pero la parte central de la ecorregión está relativamente intacta.

## Geografía

### Ubicación
Los bosques húmedos del Chocó-Darién se extienden a lo largo de la mayor parte de la costa pacífica de Colombia y se extienden hacia el norte hasta Panamá a lo largo de la costa caribeña. Limitan al este con los Andes, que los separan de las ecorregiones del Amazonas y el Orinoco. Tienen una superficie de 7.355.566 hectáreas.En Colombia, la ecorregión se encuentra en los departamentos de Chocó, Cauca, Valle del Cauca y Nariño. En Panamá se encuentra en las provincias de Darién y Guna Yala.
La sección norte se fusiona con los bosques húmedos del Istmo-Atlántico al oeste en el istmo de Panamá y contiene parches de bosques montanos del este de Panamá. A lo largo de la costa del Caribe hay un tramo de manglares del Amazonas-Orinoco-Caribe Sur . Al este linda con los bosques húmedos de Magdalena-Urabá cerca de la costa del Caribe, y luego linda con la ecorregión de bosques montanos andinos del noroeste a lo largo de los Andes al este. En la costa del Pacífico hay tramos de manglares del Pacífico sudamericano. En el sureste, un brazo de los bosques secos del Valle de Patía llega hasta la ecorregión. En el extremo sur, la ecorregión se fusiona con la ecorregión de bosques húmedos del oeste de Ecuador.

### Terreno
La ecorregión se encuentra entre el océano Pacífico y la Cordillera Occidental de los Andes, con elevaciones desde el nivel del mar hasta unos 1000 m. Comprende la vertiente occidental de la Cordillera de los Andes y los macizos de Cerro Torrá, Serranía del Darién, Sierra Llorona de San Blas y Serranía del Baudó. El terreno incluye llanuras aluviales formadas recientemente, colinas formadas en el Terciario y el Pleistoceno a partir de la disección de sedimentos y rocas más antiguas de la era Mesozoica en las montañas. Los suelos son típicamente de laterita de arcilla roja, lixiviados de la mayoría de los nutrientes por las fuertes lluvias. Los suelos más jóvenes y fértiles se encuentran a lo largo de los Andes y en las principales llanuras aluviales de los ríos.
Las subregiones incluyen la región montañosa de Darién y Urabá en el norte; la zona costera del Pacífico con elevaciones de hasta unos 500 m; la franja central; los cerros de los municipios El Carmen de Atrato y San José del Palmar; y la selva tropical a lo largo de los Andes occidentales hasta una altura de unos 1.000 m . La ecorregión contiene la cuenca del río Atrato por el norte, y más al sur las cuencas de los ríos Baudó, San Juan, San Juan de Micay y Patía. Las abundantes lluvias confieren a estos ríos una gran fuerza, abriendo profundas gargantas en las montañas con espectaculares saltos y rápidos en los tramos superiores. Más abajo, los ríos se ensanchan y serpentean por las llanuras.

### Clima
Las temperaturas medias anuales son de 23,6 °C (74,5 °F), con mínimas de 18,6 °C (65,5 °F) y máximas de 30 °C (86 °F). Las precipitaciones anuales oscilan entre 4.000 y 9.000 milímetros. La región central es la que más llueve, en algunas zonas hasta 13.000 milímetros, mientras que el norte y el sur son comparativamente más secos, y en algunas partes tienen estaciones secas cortas en enero-marzo. En un lugar de muestra situado en las coordenadas 5,75°N 77,25°O, la clasificación climática de Köppen es "Af": ecuatorial; totalmente húmedo. Las temperaturas medias oscilan entre 24,8 °C (76,6 °F) en octubre-noviembre y 25,8 °C (78,4 °F) en abril. Las precipitaciones anuales rondan los 6.500 milímetros. Las precipitaciones mensuales oscilan entre 347,6 milímetros en marzo y 654,1 milímetros en octubre.

## Ecología
La ecorregión se encuentra en el ámbito neotropical, en el bioma de bosques húmedos de hoja ancha tropicales y subtropicales. Las selvas tropicales son algunas de las más ricas del mundo. La ecorregión es parte del hotspot de biodiversidad Tumbes–Chocó–Magdalena.

### Flora

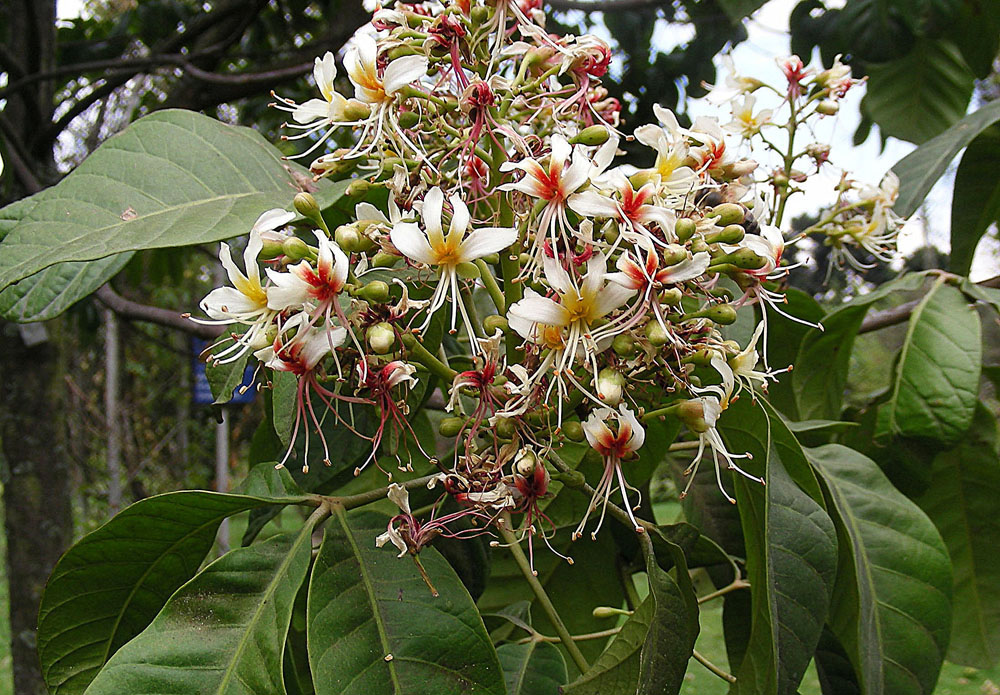
Cariseco (Billia colombiana)

Hay al menos 8.000 especies de plantas vasculares en la ecorregión, quizá más de 10.000, de las cuales casi el 20% no se encuentran en ningún otro lugar. La mezcla de flora depende de la altitud, el nivel de las aguas y la influencia del mar. Muchas especies son endémicas locales, sólo se encuentran en pequeñas regiones, por lo que existe una diversidad considerable de una zona a otra. No hay familias endémicas, pero sí varios géneros endémicos. Algunos géneros, comoTrianaeopiper y Cremossperma, tienen muchas especies.
Generalmente, las selvas tropicales de tierras bajas en el norte albergan árboles asociados con el árbol de la vaca ( Brosimum utile ), con arboledas de bongo ( Cavanillesia platanifolia ), marañón silvestre ( Anacardium excelsum ), caucho de Panamá ( Castilla elastica ), madera de serpiente o pan bastardo ( Brosimum guianense ), especies Bombacopsis, ceiba ( Ceiba pentandra ) y haba tonka ( Dipteryx oleifera ). Hay grandes árboles emergentes que se elevan por encima del dosel. El sotobosque es rico en especies de Mabea occidentalis y Clidemia, Conostegia y Miconia. Las áreas periódicamente inundadas suelen ser ricas en cativo ( Prioria copaifera ). La parte sur la selva tropical tiene dos estratos de árboles, y árboles emergentes grandes, con lianas florecientes y epífitas .
La zona central presenta bosques húmedos a mayor altitud y bosques húmedos o muy húmedos a menor altitud. La vegetación incluye formaciones que de otro modo sólo se encontrarían en los bosques nubosos, con espesos musgos y otros tipos de epífitas no vasculares en los troncos y ramas de los árboles, y con diversas especies de lianas hemiepífitas leñosas de las familias Ericaceae, Marcgraviaceae y Melastomataceae. Hay muchos árboles delgados. En el norte y el sur cerca de la costa, donde hay una estación seca, hay un mayor número de plantas de hoja caduca. Por encima de una elevación de los 600 m las especies comunes incluyen especies Inga, cariseco ( Billia colombiana ), especies Brosimum, especies Sorocea, Jacaranda hesperia, Pourouma bicolor, Guatteria ferruginea, especies Cecropia, Elaegia utilis y especies Brunellia .

### Fauna

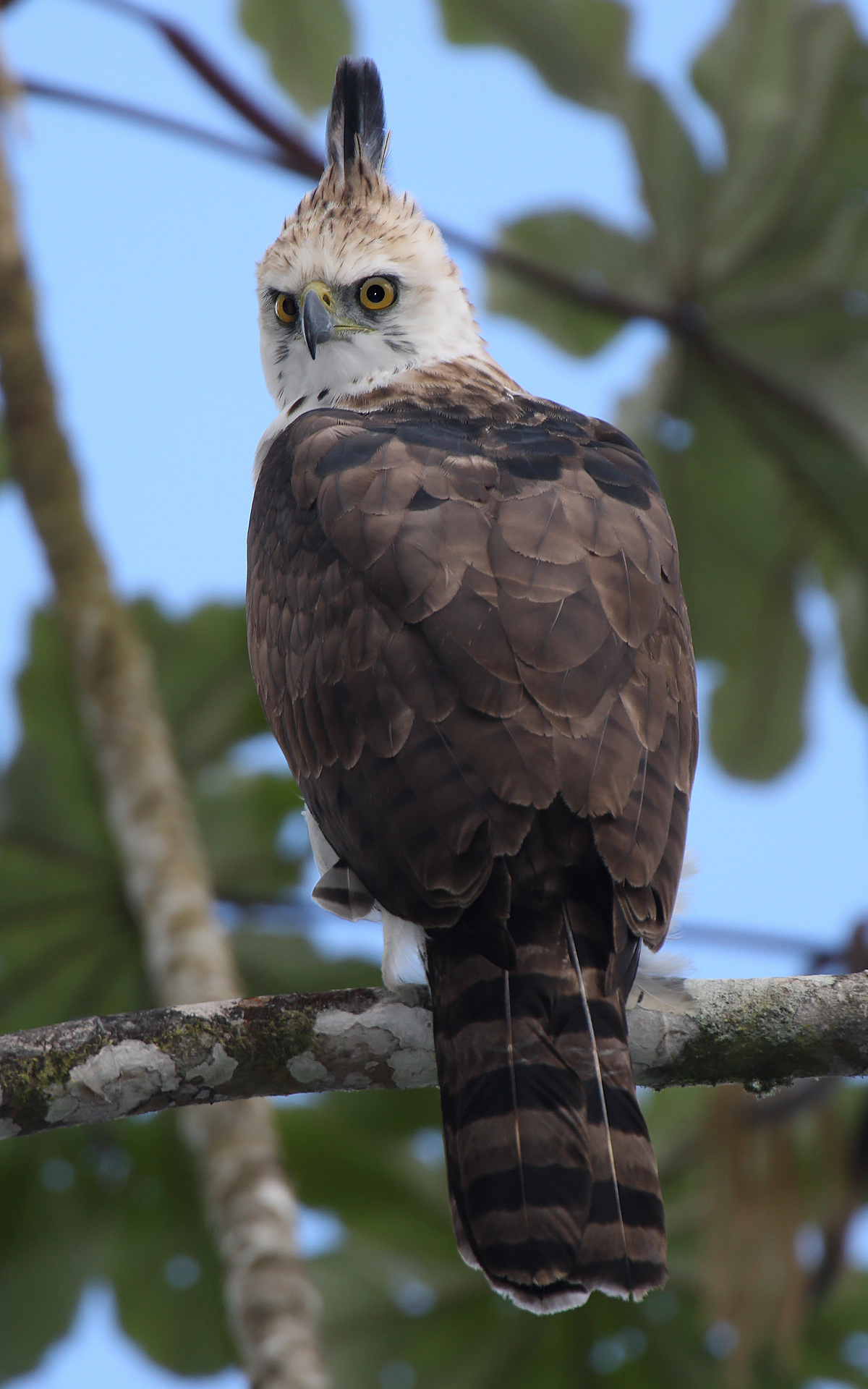
Águila-halcón adornada inmadura en el Parque Nacional Darién

En la ecorregión de los bosques húmedos del Chocó-Darién hay una gran diversidad de fauna y muchas especies endémicas. La altísima pluviosidad dificulta el desplazamiento de muchos vertebrados, formando lagunas en la distribución de varios primates y otros mamíferos. Las especies de mamíferos vulnerables o en peligro de extinción incluyen el tití de Geoffroy ( Saguinus geoffroyi ), el oso hormiguero gigante ( Myrmecophaga tridactyla ), el puma ( Puma concolor ), el ocelote ( Leopardus pardalis ) y el jaguar ( Panthera onca ). Otros mamíferos en peligro de extinción incluyen el mono araña de cabeza negra ( Ateles fusciceps ), el mono araña de Geoffroy ( Ateles geoffroyi ), la rata arrocera de Gorgas ( Oryzomys gorgasi ) y el tapir de Baird ( Tapirus bairdii ).
Se han registrado 577 especies de aves. La familia más diversa es el papamoscas tiránido ( Tyrannidae ) con 28 géneros y 60 especies. La ecorregión es un centro de endemismo de aves, con al menos 60 especies con rangos restringidos. Estos incluyen el tinamú del Chocó ( Crypturellus kerriae ), la oropéndola de Baudó ( Psarocolius cassini ), el dacnis viridian ( Dacnis viguieri ), la piranga hormiguera copetona ( Habia cristata), el pájaro carpintero de Lita ( Piculus litae ) y el halcón de bosque plomizo ( Micrastur plumbeus ). Otras aves raras incluyen el águila arpía ( Harpia harpyja ), el águila halcón blanco y negro ( Spizaetus melanoleucus ) y quizás el hormiguero moteado ( Xenornis setifrons ), aunque es posible que este último ya no esté presente en Colombia.Las aves en peligro de extinción también incluyen guacamayo verde grande ( Ara ambiguus ), solitario marrón rojizo ( Cichlopsis leucogenys ), cuco terrestre rayado ( Neomorphus radiolosus ), baudó pava ( Penélope ortoni ) y oropéndola de Baudó ( Psarocolius cassini ).
Hay registros de 97 especies de reptiles, incluyendo 35 de la familia Colubridae y 26 de la familia Iguanidae. Los reptiles en peligro de extinción incluyen el lagarto de cola espinosa de Dunn ( Morunasaurus groi ) y el gecko menor de Boulenger ( Sphaerodactylus scapularis ). Hay al menos 127 especies de anfibios. Los anfibios en peligro de extinción incluyen el sapo de patas cortas elegante ( Atelopus elegans ), el sapo de patas cortas de El Tambo ( Atelopus longibrachius ), el sapo de patas cortas de Lynch ( Atelopus lynchi ), el sapo arlequín variable de Costa Rica ( Atelopus varius ), la rana marsupial cornuda ( Gastrotheca cornuta ), rana de hoja de lémur ( Hylomantis lemur ), rana venenosa de Lehmann ( Oophaga lehmanni ), rana venenosa dorada ( Phyllobates terribilis ) y sapo de Surinam de Myers ( Pipa myersi ).

## Estado

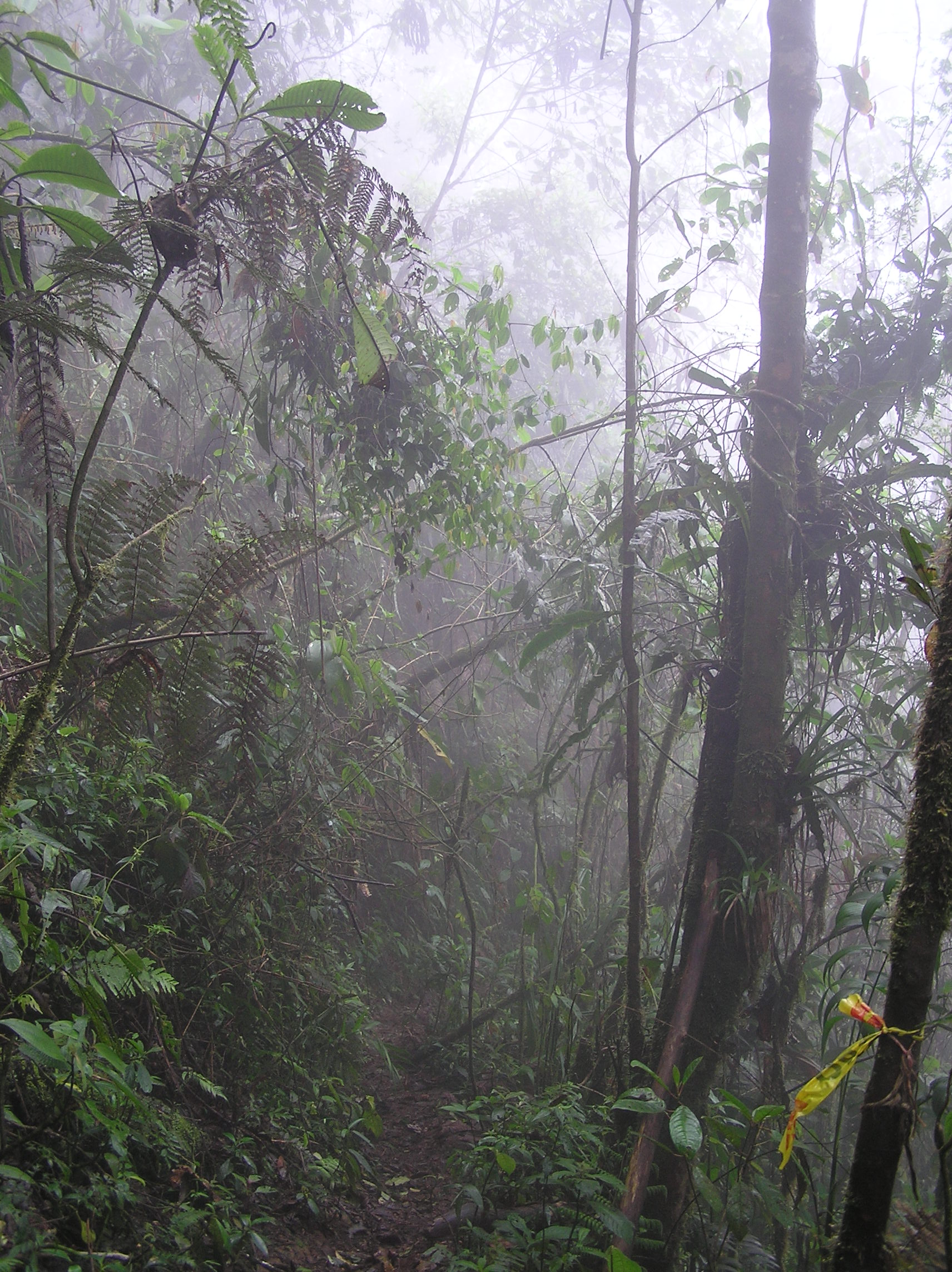
Bosque lluvioso Farallones de Cali

El Fondo Mundial para la Naturaleza (WWF) otorga a la región el estatus de "Relativamente Estable/Intacta". Las zonas septentrionales de Colombia han sido sustituidas en su mayor parte por plantaciones bananeras y ganaderas. Las zonas del sur han sido sustituidas en parte por plantaciones de palma aceitera y se están deforestando para obtener pasta de papel. La mayor parte del bosque intacto se encuentra en la zona central. Sin embargo, los bloques de hábitat que quedaban en 1995 eran grandes, estaban intactos y bien conectados. Existe un gran potencial para la investigación y el ecoturismo. Algunas zonas de bosque secundario pueden tener casi 500 años, lo que resulta adecuado para la investigación sobre la regeneración de los bosques tropicales.
En 1995 se había destruido entre el 10% y el 20% del hábitat original, y una fuente de la época afirmaba que cada año se alteraba el 3,5%. Los bosques del Chocó suministran la mitad de la madera de Colombia, y la principal amenaza procede de la deforestación y la erosión resultante. En 1990 se deforestaban unos 600 km2 al año. La autopista Interamericana en la región del Darién está provocando la degradación del hábitat. El desarrollo industrial es una amenaza. La base naval a la entrada de la bahía de Málaga puede perturbar la reproducción de las ballenas jorobadas. Otras amenazas proceden de las plantaciones de palma aceitera africana (Elaeis guineensis), la extracción de oro y el cultivo de coca.
Alrededor del 30% de los 13.335 kilómetros cuadrados de la ecorregión de Panamá están protegidos en alguna medida. El parque nacional del Darién, de 597.000 hectáreas, es también Patrimonio de la Humanidad de la UNESCO. Otras zonas con algún grado de protección en Panamá son la reserva indígena Kuna-Yala, de 3.200 kilómetros cuadrados, y la reserva Embera Wounan, de 4.326 kilómetros cuadrados. Otras partes de la ecorregión de Panamá se han destinado a reservas mineras o a la agricultura.
En Colombia, en 1997 unos 2.013 km2 estaban protegidos por parques nacionales muy separados entre sí, que cubren el 2,5% de la ecorregión y el 1% del hábitat original. Entre ellos figuran el parque nacional de Los Katíos, de 720 km2 y limítrofe con el parque nacional del Darién panameño, el parque nacional de la Ensenada de Utria, de 543 km2 y con sectores terrestres y marinos, el parque nacional natural de Sanquianga, de 800 km2, y el parque nacional de la isla Gorgona, de 16 km2. Partes de la ecorregión también están protegidas por las zonas bajas del parque nacional Farallones de Cali y el parque nacional natural Munchique. Otro gran parque de la zona es el parque nacional natural de Paramillo.